# دارلن فلوگل
دارلن فلوگل (انگلیسی: Darlanne Fluegel؛ زادهٔ ۲۵ نوامبر ۱۹۵۳) یک هنرپیشه و مانکن اهل ایالات متحده آمریکا است.
فلوگل در 25 نوامبر 1953 در ویلکس-بار، پنسیلوانیا ، دومین فرزند از پنج فرزند دونالد ریموند و جین (با نام خانوادگی وارنک) فلوگل به دنیا آمد . او یک خواهر بزرگتر و سه برادر کوچکتر و همچنین یک خواهر ناتنی بزرگتر داشت. فلوگل در سال 1971، یک سال پس از مرگ پدرش، از دبیرستان مرکزی بینگهامتون نیویورک فارغ التحصیل شد. 
فلوگل گفت که وقتی حرفه بازیگری را شروع کرد برای تغییر نام خانوادگی تحت فشار قرار گرفت. "فشارهای زیادی از سوی عوامل، روزنامه‌نگاران و حتی ژن شالیت در برنامه امروزی وجود داشت که از او پرسید چرا آن را نگه داشتم، اما می‌خواهم خانواده‌ام به من افتخار کنند. زود فراموشش کن."  کرک داگلاس ، که با فلوگل در فیلم پسران سرسخت کار کرد ، گفت: "با نامی مانند فلوگل، بهتر است او خوب باشد."  نام خانوادگی "Fluegel" در زبان آلمانی به معنای "بال" است.
از سال 1983 تا 2004، فلوگل با مایکل آیرا اسمال، یک سوارکار رودئو که با نام هنری مایکل مور نیز بازی می کرد، ازدواج کرد.  آنها دو فرزند، یک دختر و یک پسر داشتند. 

### مدلینگ
فلوگل در 16 سالگی مدلینگ را شروع کرد و در 18 سالگی به نیویورک سیتی نقل مکان کرد تا حرفه مدلینگ حرفه ای خود را شروع کند و گفت که این "راهی سریع برای خروج از بینگهمتون" بود تا "سربار مادرش نباشد".
در سال 1971، فلوگل به عنوان مدل توسط آیلین فورد استخدام شد و در ابتدا 100 دلار در ساعت درآمد داشت و در سال 1981 با درآمد 300 دلار در ساعت (معادل 1005 دلار در سال 2023) به حرفه مدلینگ خود پایان داد.  او به مدت 15 سال توسط فورد مدلز و سپس با آژانس زولی در نیویورک در حالی که در استلا آدلر بازیگری تحصیل می کرد ، نمایندگی داشت .  فلوگل گفت: "من هرگز قطعات بیمبو نمی‌خواستم. وقتی در نیویورک بودم، به این فکر کردم که ترجیح می‌دهم به کالیفرنیا بیایم و این قطعات را مدل کنم." 
فلوگل در مورد حرفه مدلینگ خود در سال 1986 گفت: "این کار آسانی نبوده است. اگر یک مدل موفق بوده اید، سخت است که مردم در دنیای بازیگری شما را جدی بگیرند. برخی از مدل ها بازیگران خوبی هستند. بیشتر آنها وحشتناک هستند." مربی مدلینگ او، آیلین فورد ، گفت: تفاوت فلوگل این بود که "... او به بازیگری خود به صورت علمی برخورد کرد. او روی آن کار کرد و اجازه نداد این هیاهو به سرش برود. بسیاری از مدل ها این کار را نمی کردند." 

### بازیگری
فلوگل گفت: "در 25 سالگی متوجه شدم که به عنوان یک مدل دست به دست شدم. سال ها در این تجارت بودم و بسیاری از مردم فکر می کردند که من حتی از خودم هم بزرگتر هستم. متوجه شدم که باید تغییری اساسی در زندگی ام ایجاد کنم. زندگی."  فلوگل اولین بازی خود را در نقش مکمل به عنوان مدل در فیلم چشمان لورا مریخ در سال 1978 اروین کرشنر انجام داد .  در بحث اولین بار خود، او گفت: "من بعد از لورا مارس آماده نبودم . بیایید بگوییم که به تصویر کشیدن یک مدل نیویورکی که توسط یک فرد عجیب و غریب تعقیب می شود کار چندان دشواری نبود. اما وقتی 25 ساله بودم تصمیم گرفتم من همیشه مصمم بودم در هر کاری موفق شوم و فکر می کردم که هالیوود یک مهره سخت است، اما می تواند شکسته شود. 
اولین نقش مهم سینمایی او در نقش نانلیا در فیلم علمی تخیلی نبرد فراتر از ستاره ها (1980) بود.
فلوگل در نقش ایو دوست دختر رابرت دنیرو در فیلم روزی روزگاری در آمریکا ساخته سرجیو لئونه در سال 1984 ظاهر شد . نقش فلوگل در این فیلم راه را برای فلوگل به روی طیف وسیعی از شخصیت‌های مختلف باز کرد. 
او در فیلم Tough Guys (1986) به عنوان دوست دختر کرک داگلاس ظاهر شد .
در سال 1985، او در نقش روث لانیر، یک خبرچین مخفی، معتاد به هروئین و زنی که رابطه اش با مامور سرویس مخفی ریچارد چنس، که توسط ویلیام پترسن به تصویر کشیده شده بود، در نقش روث لانیر در فیلم زندگی و مردن در لس آنجلس ظاهر شد. 
در سال 1986، او نقش آنا همسر سابق بیلی کریستال را در کمدی اکشن پلیسی-رفیق Running Scared بازی کرد . کارگردان فیلم، پیتر هیامز ، بعداً گفت که «از زمانی که فلوگل را در «زندگی و مردن در لس‌آنجلس » دیده بود، علاقه زیادی به فلوگل داشت . 
فلوگل در طول فصل اول سریال درام فیلم نوآر مایکل مان NBC با بازی جولی تورلو، همسر کارآگاه مایکل تورلو (با بازی دنیس فارینا ) در 11 قسمت از سال 1986 تا 1987 نقش اصلی را ایفا کرد.  در نیویورک. بررسی تایمز درباره عملکرد فلوگل گفت: «دارلان دود فلوگل نقش همسر تورلو، جولی را بازی کرد  ازدواج آنها در طول فصل اول سریال از هم پاشید، زیرا تورلو اجازه داد خشونت شغلی او وارد زندگی خانوادگی او شود  دهه 60 او رویای آمریکایی را می خواهد - یک خانه خوب، یک شوهر، یک خانواده - اما این چیزها در حال فروپاشی هستند. 
فلوگل به شخصیت گروهبان فرد درایر پیوست. ریک هانتر در بازیگران سریال پلیسی شکارچی شبکه NBC ، در نقش افسر بخش مترو جوآن مولنسکی، دستیار شکارچی. فلوگل گفت از اینکه این نقش را به دست آورده است خوشحال است و گفت: "این بار من نقش کلیشه ای زن را به عنوان همسر یا دوست دختر دارم. این بزرگتر است، بنابراین می توانم طیف گسترده ای از احساسات جوآن را نشان دهم. و من خوشحال شدم که به عنوان یک همسر (بازیگری) بازی کنم شما یاد می گیرید که آنها هر روز زندگی خود را به خطر می اندازند و کار هرگز آنها را رها نمی کند، به همین دلیل است که این بخش آنقدر آماده است. 
پس از هفت قسمت، فلوگل اعلام کرد که زودتر از موعد سریال را ترک می‌کند و گفت: «پس از انجام تعهداتم نسبت به سریال، احساس می‌کنم زمان آن رسیده که به نقش‌های دیگر هم در تلویزیون و هم در فیلم‌های بلند بپردازم». لیلی اونگر، روزنامه‌نگار فلوگل، در آن زمان گفت: "نمی‌گویم هیچ تنش یا درگیری در صحنه فیلمبرداری وجود داشت. فکر می‌کنم او امیدوار بود که شخصیت او فراتر از یک نقطه خاص تکامل یابد، اما اینطور نشده است." شخصیت فلوگل در نمایش به عنوان قربانی تیراندازی نوشته شد. آخرین قسمت او در ژانویه 1991 پخش شد. 
فلوگل به عنوان بازیگر نقش اول در فیلم مستقل Freeway (1988) بازی کرد. در سال 1989 در فیلم Lock Up با سیلوستر استالونه بازی کرد . او بعداً نقشی تکراری در Wiseguy داشت . 

### تدریس دانشگاه
فلوگل از سال 2002 تا 2007 به عنوان استاد در دانشکده فیلم و برنامه رسانه دیجیتال دانشگاه مرکزی فلوریدا ، بازیگری و نمایشنامه را تدریس کرد. 
در سینمای نیو بورلی در لس آنجلس در سال 2011، فلوگل تماشاگران را تشویق کرد که از تجربیات زندگی خود استقبال کنند. او گفت: "این می تواند بهترین کاری باشد که می توانید انجام دهید. فقط بودن در زندگی، صحبت کردن با مردم، انجام کاری که انجام می دهید، اجازه دهید آن را به درون شما بیاورد. آن را دوباره به داخل بیاورید." 

### تهیه کنندگی فیلم
فلوگل در سال 2010 فیلم مستند The Land of the Rising Fastball را تهیه کرد ، که بررسی علاقه ژاپن به بیسبال و نقش جامعه شناختی این کشور در طول رشد آن کشور، از زمان معرفی آن در سال 1872، تا جنگ جهانی دوم تا امروز است. 
فلوگل در سن 56 سالگی مبتلا به بیماری آلزایمر زودرس تشخیص داده شد .  در 15 دسامبر 2017، او بر اثر بیماری در خانه خود در اورلاندو ، فلوریدا درگذشت.  جسد فلوگل سوزانده شد و خاکستر او به اعضای خانواده داده شد.
- 2010 - 100 سال LAPD: جشن زنان سوگند یاد شده برای محافظت و خدمت : اداره پلیس لس آنجلس از فلوگل و سلف شکارچی او استفانی کرامر به خاطر بازی در نقش افسر LAPD جوآن مولنسکی و گروهبان لس آنجلس تقدیر کرد. دی دی مک کال، به ترتیب، در مراسمی برای تجلیل از افسران پلیس زن لس آنجلس.

## فیلم‌شناسی
| سال  | عنوان                              | نقش                        |
| ---- | ---------------------------------- | -------------------------- |
| 1978 | چشمان لورا مارس                    | لولو                       |
| 1980 | نبرد فراتر از ستاره ها             | نانلیا                     |
| 1983 | آخرین مبارزه                       | سالی                       |
| 1984 | روزی روزگاری در آمریکا             | او                         |
| 1985 | برای زندگی و مردن در لس آنجلس      | روث لانیر                  |
| 1986 | دویدن با ترس                       | آنا کوستانزو               |
| 1986 | بچه‌های سخت                         | اسکای                      |
| 1988 | ضدگلوله                            | سروان دوون شپرد            |
| 1988 | غریبه مرگبار                       | پگی مارتین                 |
| 1988 | آزادراه                            | سارا سانی هارپر            |
| 1989 | قفل کردن                           | ملیسا                      |
| 1990 | آسمان کشنده                        | فیلیپس پرنده مک نامارا     |
| 1992 | سماتازی حیوان خانگی دو             | رنه هالو                   |
| 1993 | کشتار بی‌گناهان                     | سوزان برودریک              |
| 1994 | پلیس اسکنر                         | دکتر جوآن آلدن             |
| 1994 | نقطه شکست                          | مولی کارپنتر / دانا پرستون |
| 1994 | ترس نسبی                           | لیندا پراتمن               |
| 1996 | مرد تاریکی ۳: بمیر مرد تاریکی بمیر | دکتر بریجت تورن            |

| سال       | عنوان                    | نقش                | یادداشت‌ها                                |
| --------- | ------------------------ | ------------------ | ---------------------------------------- |
| 1984      | ضربان بتن                | استفانی            | فیلم تلویزیونی                           |
| 1985      | مک گیور                  | باربارا اسپنسر     | اپیزود 1.1 : خلبان                       |
| 1986      | منطقه گرگ و میش          | مامان              | قسمت: "گراما / شیاطین شخصی / خواندن سرد" |
| 1986      | آلفرد هیچکاک تقدیم می‌کند | زوئی               | اپیزود: طناب کافی برای دو نفر            |
| 1986-1987 | داستان جنایی             | جولی تورلو         | نقش اصلی (فصل 1)، 11 قسمت                |
| 1990      | عاقل                     | لیسی               | نقش پرتکرار، 5 قسمت                      |
| 1990-1991 | شکارچی                   | خاموش جوآن مولسنکی | نقش اصلی (فصل 7)، 12 قسمت                |
| 1994      | بیا با من بمیر           | پت چمبرز           | فیلم تلویزیونی                           |